# Martin Stephens
Martin Stephens (Southgate, 19 de julio de 1949) Actor infantil, arquitecto e instructor de meditación vipassana inglés, más conocido por sus actuaciones en las películas El pueblo de los malditos y Los inocentes. Fue David Copperfield en Tales from Dickens (1958-62), producción de la BBC. Apareció en catorce películas entre 1954 y 1966, luego optó por abandonar la actuación e hizo su carrera adulta fuera de la profesión. Tras dejar los escenarios, estudió arquitectura en Belfast y ejerció la correspondiente carrera profesional. Reside en el Algarve. Meditador vipassana, mereció la confianza de S.N. Goenka, quien lo nombró instructor.

## Filmografía
| Año  | Película                                                 |
| ---- | -------------------------------------------------------- |
| 1954 | The Divided Heart , de Charles Crichton                  |
| 1958 | Another Time, Another Place (Brumas de inquietud)        |
| 1958 | Law and Disorder, de Charles Crichton .... no acreditado |
| 1958 | Harry Black, de Hugo Fregonese                           |
| 1958 | Passionate Summer .... Alan (no acreditado)              |
| 1959 | The Witness                                              |
| 1959 | Count Your Blessings, de Jean Negulesco                  |
| 1959 | A Touch of Larceny , de Guy Hamilton                     |
| 1960 | No Kidding                                               |
| 1960 | El pueblo de los malditos                                |
| 1961 | The Hellfire Club                                        |
| 1961 | The Innocents                                            |
| 1965 | La batalla de la Villa Fiorita, de Delmer Daves          |
| 1966 | The Witches, de Cyril Frankel                            |